# Aleksandr Motuzenko
Aleksandr Motuzenko est un kayakiste russe pratiquant la course en ligne.